# Eduard Alexander
Eduard Ludwig Alexander, né le 14 mars 1881 à Essen et assassiné le 1er mars 1945 à Bergen-Belsen, est un homme politique allemand.

## Biographie
Après des études de droit à Fribourg-en-Brisgau, Lausanne et Berlin, il est admis au barreau à Berlin en 1911. Son épouse Gertrud Alexander et lui adhèrent au Parti social-démocrate (SPD), puis à la Ligue spartakiste, avant d'être membres fondateurs du Parti communiste d'Allemagne en 1918,.
Il est élu conseiller municipal à Berlin en 1921, siégeant jusqu'en 1925. Directeur du service de presse du parti à partir de 1922, il est rédacteur économique du journal communiste Die Rote Fahne de 1924 à 1929. Aux élections législatives de 1928, il est élu député au Reichstag, au scrutin de liste, siégeant uniquement durant la législature 1928-1930.
Son épouse l'ayant quitté pour émigrer en Union soviétique, en 1929 il épouse en secondes noces une médecin, Maria Seyring, dont il a trois enfants. En 1931 il est élu maire de Boitzenburg, mais la dislocation quasi-immédiate de l'alliance inédite du SPD et du Parti communiste empêche son entrée en fonction. En 1933, à l'arrivée au pouvoir des nazis, il est déclaré « demi-juif » et se voit interdire de pratiquer son métier d'avocat. Durant le reste des années 1930, il est employé comme médiateur par l'association de commerce germano-soviétique.
Il est arrêté en août 1944 lors de l'Aktion Gitter, la vague d'arrestations de syndicalistes et d'anciennes personnalités politiques à la suite du complot du 20 juillet 1944. Interné au camp de concentration de Sachsenhausen, il est tué en mars 1945 à l'issue du transfert des prisonniers vers le camp de concentration de Bergen-Belsen. Il est l'un des anciens députés commémorés par le Mémorial en souvenir des 96 membres du Reichstag assassinés par les nazis, devant le palais du Reichstag.